# Mansuet Versbach
Mansuet svobodný pán Versbach z Hadamaru (německy Mansuet Albert Karl Freiherr Versbach von Hadamar) (26. července 1845 Vídeň – 9. prosince 1912 Vídeň) byl rakousko-uherský generál. V c. k. armádě sloužil od roku 1864 a v mládí se zúčastnil několika válečných konfliktů. Později vystřídal službu u různých posádek po celé monarchii a v letech 1896–1899 byl sekčním šéfem na ministerstvu války. Dosáhl hodnosti generála pěchoty (1908) a svou kariéru završil jako velitel 2. armádního sboru ve Vídni (1908–1912). Krátce před smrtí byl povýšen na barona (1912). Jeho syn Edwin (1883–1972) působil jako diplomat a v meziválečném období byl rakouským vyslancem v Egyptě a Turecku.

## Životopis
Pocházel z rodiny s vojenskou tradicí, byl synem c. k. nadporučíka Alberta Klaudia Versbacha (1818–1893). Studoval na Tereziánské vojenské akademii ve Vídeňském Novém Městě, v hodnosti poručíka byl v roce 1864 přidělen k pěšímu pluku č. 63, téhož roku byl převelen k rakouskému vojenskému kontingentu do severního Německa v rámci prusko-dánské války. V roce 1866 se zúčastnil války proti Itálii, poté si doplnil vzdělání na Válečné škole (K.u.k. Kriegschule) ve Vídni a v hodnosti nadporučíka (1872) byl přidělen ke generálnímu štábu. V rámci 7. pěší divize se v roce 1878 zúčastnil okupace Bosny a Hercegoviny, poté sloužil v Sarajevu a v Brně. V hodnosti majora (1886) působil jako náčelník štábu 27. pěší divize v Košicích. V roce 1890 získal hodnost podplukovníka s přidělením k velitelství v Krakově a jako plukovník (1893) byl později velitelem pěšího pluku č. 94 v Turnově.
V letech 1896–1899 působil jako sekční šéf I. oddělení na ministerstvu války a mezitím dosáhl hodnosti generálmajora (1898). Později jako polní podmaršál (1904) velel 44. pěší divizi zeměbrany v Innsbrucku. V roce 1904 byl povýšen do šlechtického stavu s titulem rytíř a predikátem von Hadamar. V roce 1908 dosáhl hodnosti polního zbrojmistra, respektive generála pěchoty. Nakonec v letech 1908–1912 byl velitelem 2. armádního sboru ve Vídni, který měl posádky v Dolním Rakousku a na jižní Moravě. V roce 1908 byl jmenován c. k. tajným radou s nárokem na oslovení Excelence a jako velitel ve Vídni byl aktivním účastníkem společenského života, i s manželkou byl několikrát pozván také k císařskému dvoru. Ze zdravotních důvodů byl penzionován k datu 1. října 1912. O tři týdny později získal titul barona (svobodný pán - Freiherr) a zemřel krátce poté.

## Řády a vyznamenání
Již v mládí obdržel několik ocenění spojených s válečnými konflikty z let 1864 a 1866, za účast při okupaci Bosny a Hercegoviny získal Vojenský záslužný kříž (1878). Později se stal nositelem Řádu železné koruny III. třídy (1898), rytířem Leopoldova řádu (1906) a držitelem velkokříže Řádu Františka Josefa (1908). V závěru své kariéry jako velitel ve Vídni získal také několik ocenění ze zahraničí. Byl rytířem francouzské Čestné legie, bádenského Řádu zähringenského lva, württemberského Fridrichova řádu a nositelem japonského Řádu posvátného pokladu. Od roku 1910 byl čestným majitelem pěšího pluku č. 92 posádkově příslušného do Terezína.
Jeho jméno nese od roku 1913 ulice Versbachgasse ve vídeňské čtvrti Hietzing.

## Rodina
V roce 1882 se v Terstu oženil s Friderikou Krapfovou z Liverhoffu (1860–1913), dcerou diplomata Ferdinanda Krapfa. Friderika se angažovala v charitě, za zásluhy obdržela papežský řád Pro Ecclesia et Pontifice a Řád Alžběty I. třídy. Z jejich manželství se narodily čtyři děti. Ze synů byl starší Edwin (1883–1972), který byl právníkem, po rozpadu monarchie pracoval na rakouském ministerstvu zahraničí, později byl rakouským vyslancem v Egyptě (1931–1933) a Turecku (1933), mladší syn Mansuet (1887–1890) zemřel v dětství.